# Eleições estaduais em Roraima em 1994
As eleições estaduais em Roraima em 1994 ocorreram em 3 de outubro como parte das eleições gerais no Distrito Federal e em 26 estados. Foram eleitos o governador Neudo Campos, o vice-governador Airton Cascavel, os senadores Marluce Pinto e Romero Jucá, além de oito deputados federais e vinte e quatro estaduais. Como nenhum candidato a governador obteve a metade mais um dos votos válidos, um segundo turno foi realizado em 15 de novembro e segundo a Constituição, o governador seria eleito para um mandato de quatro anos com início em 1º de janeiro de 1995 e inicialmente sem direito a reeleição, cenário modificado pela Emenda Constitucional n.º 16 de 4 de junho de 1997, que assegurou tal direito ao presidente da República, governadores e prefeitos que se achassem no exercício do mandato.
Tal como em 1990, a disputa pelo Palácio Senador Hélio Campos foi decidida em segundo turno e se naquele ano os candidatos finalistas eram nascidos em Pernambuco, desta vez a escolha recaiu sobre nativos de Roraima e nessa disputa a vitória coube a Neudo Campos. Formado em Engenharia Civil pela Universidade Federal do Pará em 1970, tornou-se empresário da Construção Civil e estreou na política como candidato a governador de Roraima pelo PRN há quatro anos, sendo derrotado no primeiro turno. Nascido em Boa Vista, Neudo Campos filiou-se depois ao PTB e recebeu o apoio de Ottomar Pinto para vencer a eleição.
Quanto ao pleito legislativo o resultado apontou a eleição de Marluce Pinto e Romero Jucá ao Senado Federal e no referente aos deputados federais eleitos houve uma renovação superior a sessenta por cento. No mesmo ano os roraimenses votaram também na eleição presidencial.

## Resultado da eleição para governador

### Primeiro turno
Ao final do primeiro turno foram apurados 80.230 votos nominais, 10.380 votos em branco (11,05%) e 3.292 votos nulos (3,51%) resultando no comparecimento de 93.902 eleitores, com os votos válidos assim distribuídos:
| Candidatos a governador do estado   | Candidatos a vice-governador | Número | Coligação                              | Votação | Percentual |
| ----------------------------------- | ---------------------------- | ------ | -------------------------------------- | ------- | ---------- |
| Neudo Campos PTB                    | Airton Cascavel PTB          | 14     | Luta Roraima (PTB, PSC, PRN)           | 35.805  | 44,63%     |
| Getúlio Cruz PSDB                   | Sérgio Ferreira PPR          | 45     | União por Roraima (PSDB, PPR, PL, PRP) | 24.972  | 31,13%     |
| César Dias PMDB                     | Flávio Chaves PFL            | 15     | Muda Roraima (PMDB, PFL, PP)           | 12.798  | 15,95%     |
| Airton Dias PDT                     | Ritler Lucena PDT            | 12     | Força do Povo Roraima (PDT, PMN)       | 3.350   | 4,17%      |
| Elvira Alzira da Fonseca e Silva PT | Clidenor Andrade PT          | 13     | Frente Popular Roraima (PT, PV, PCdoB) | 3.305   | 4,12%      |
| Fontes:                             |                              |        |                                        |         |            |

### Segundo turno
Ao final do segundo turno foram apurados 80.863 votos nominais, 668 votos em branco (0,78%) e 4.359 votos nulos (5,08%) resultando no comparecimento de 85.890 eleitores com os votos válidos assim distribuídos:
| Candidatos a governador do estado | Candidatos a vice-governador | Número | Coligação                              | Votação | Percentual |
| --------------------------------- | ---------------------------- | ------ | -------------------------------------- | ------- | ---------- |
| Neudo Campos PTB                  | Airton Cascavel PTB          | 14     | Luta Roraima (PTB, PSC, PRN)           | 47.277  | 58,47%     |
| Getúlio Cruz PSDB                 | Sérgio Ferreira PPR          | 45     | União por Roraima (PSDB, PPR, PL, PRP) | 33.586  | 41,53%     |
| Fontes:                           |                              |        |                                        |         |            |

## Resultado da eleição para senador
Embora a soma abaixo totalize 151.681 votos nominais, o Tribunal Superior Eleitoral não mencionou o total de votos em branco e votos nulos.
| Candidatos a senador da República         | Candidatos a suplente de senador             | Número | Coligação                              | Votação | Percentual |
| ----------------------------------------- | -------------------------------------------- | ------ | -------------------------------------- | ------- | ---------- |
| Marluce Pinto PTB                         | Cilene Salomão PTB -                         | 142    | Luta Roraima (PTB, PSC, PRN)           | 46.189  | 30,45%     |
| Romero Jucá PPR                           | Wirlande da Luz PPR Sander Fraxe Salomão PPR | 112    | União por Roraima (PSDB, PPR, PL, PRP) | 33.620  | 22,17%     |
| Barac Bento PFL                           | Não disponível PFL                           | 252    | Muda Roraima (PMDB, PFL, PP)           | 26.132  | 17,23%     |
| Antônio de Brito Sobrinho PTB             | Não disponível PTB                           | 143    | Luta Roraima (PTB, PSC, PRN)           | 22.924  | 15,11%     |
| Júlio Martins PDT                         | Não disponível PDT                           | 122    | Força do Povo Roraima (PDT, PMN)       | 10.244  | 6,75%      |
| Francisco Adalberto Liberato da Silva PRP | Não disponível PRP                           | 442    | União por Roraima (PSDB, PPR, PL, PRP) | 7.428   | 4,90%      |
| Jamil José de Salles PMN                  | Não disponível PMN                           | 333    | Força do Povo Roraima (PDT, PMN)       | 5.144   | 3,39%      |
| Fontes:                                   |                                              |        |                                        |         |            |

## Deputados federais eleitos
São relacionados a seguir os candidatos eleitos, com informações complementares da Câmara dos Deputados.

Representação eleita
  PTB: 4
  PPR: 1
  PFL: 1
  PSC: 1
  PSDB: 1

| Número  | Deputado federal eleito | Partido | Votação | Percentual | Cidade onde nasceu   | Unidade federativa |
| 1411    | Moises Lipnik           | PTB     | 14.349  | 18,98%     | Cáli                 | Colômbia           |
| 1444    | Luis Barbosa            | PTB     | 7.542   | 9,98%      | Lavras da Mangabeira | Ceará              |
| 1111    | Luciano Castro          | PPR     | 6.571   | 8,69%      | Fortaleza            | Ceará              |
| 1477    | Alceste Almeida         | PTB     | 5.180   | 6,85%      | Manaus               | Amazonas           |
| 1414    | Chico Rodrigues         | PTB     | 4.107   | 5,43%      | Recife               | Pernambuco         |
| 2588    | Salomão Cruz            | PFL     | 3.146   | 4,16%      | Boa Vista            | Roraima            |
| 2020    | Elton Rohnelt           | PSC     | 2.969   | 3,93%      | São Lourenço do Sul  | Rio Grande do Sul  |
| 4511    | Robério Araújo          | PSDB    | 2.517   | 3,33%      | Boa Vista            | Roraima            |
| Fontes: |                         |         |         |            |                      |                    |

## Deputados estaduais eleitos
Representação eleita
  PTB: 5
  PPR: 4
  PSC: 2
  PSDB: 2
  PP: 1
  PFL: 1
  PSD: 1
  PMDB: 1

Fonteː
| Número  | Deputados estaduais eleitos | Partido | Votação | Percentual | Cidade onde nasceu  | Unidade federativa  |
| 14111   | Zenilda Portella            | PTB     | 2.152   | 2,72%      | Caçador             | Santa Catarina      |
| 11180   | Édio Lopes                  | PPR     | 1.901   | 2,40%      | Presidente Epitácio | São Paulo           |
| 14123   | Helder Grossi               | PTB     | 1.709   | 2,16%      | Caratinga           | Minas Gerais        |
| 14188   | Chico Guerra                | PTB     | 1.620   | 2,04%      | Caracaraí           | Roraima             |
| 14166   | Urzeni Rocha                | PTB     | 1.579   | 1,99%      | Itapuranga          | Goiás               |
| 14141   | Almir Sá                    | PTB     | 1.522   | 1,92%      | Paranavaí           | Paraná              |
| 11166   | Flamarion Portela           | PPR     | 1.516   | 1,91%      | Coreaú              | Ceará               |
| 20111   | Aurelina Medeiros           | PSC     | 1.465   | 1,85%      | Morada Nova         | Ceará               |
| 39200   | Francisco Cruz              | PP      | 1.458   | 1,84%      | Teresina            | Piauí               |
| 11101   | Berinho Bantim              | PPR     | 1.434   | 1,81%      | Boa Vista           | Roraima             |
| 45111   | Célio Wanderley             | PSDB    | 1.421   | 1,79%      | Boa Vista           | Roraima             |
| 45133   | Rosa Rodrigues              | PSDB    | 1.406   | 1,77%      | Janduís             | Rio Grande do Norte |
| 20123   | Henrique Machado            | PSC     | 1.382   | 1,74%      | Rio de Janeiro      | Rio de Janeiro      |
| 11200   | Iradilson Sampaio           | PPR     | 1.321   | 1,67%      | São José do Egito   | Pernambuco          |
| 25222   | Lúcio Távora                | PFL     | 1.246   | 1,57%      | Fortaleza           | Ceará               |
| 41222   | Jalser Padilha              | PSD     | 1.158   | 1,46%      | Boa Vista           | Roraima             |
| 15115   | Paulo Hiama                 | PMDB    | 1.057   | 1,33%      | Boa Vista           | Roraima             |
| Fontes: |                             |         |         |            |                     |                     |